# Bibloplectus spinosus
Bibloplectus spinosus är en skalbaggsart som beskrevs av Achille Raffray 1914. Bibloplectus spinosus ingår i släktet Bibloplectus, och familjen kortvingar. Arten är reproducerande i Sverige.